# Institut d'économie industrielle
L’Institut d'économie industrielle (IDEI) est un centre de recherche en sciences économiques, situé à Toulouse, fondé par Jean-Jacques Laffont.

## Géographie
Situé sur le site de l'ancienne manufacture des tabacs de Toulouse entre le canal de Brienne et la Garonne.

## Histoire
L'Institut d'Économie Industrielle (IDEI) est un centres de recherche en économie situé à Toulouse au sein de l'université Toulouse-I, fondé en 1990 par Jean-Jacques Laffont.

## Organisation
Le directeur est Christian Gollier, et le président honoraire en 2020 Jean Tirole.
Il est rattaché à l'université Toulouse-I.

## Activité
Recherche fondamentale en sciences économiques.